# Кампания в долината Хът
Кампанията в долината Хът от 1846 година е една от войните водени в Нова Зеландия между силите на британските заселници и маорските племена.